# Éger István
Éger István (Budapest, 1956. január 3. –) magyar orvos, 2019-ig a Magyar Orvosi Kamara (MOK) elnöke, okleveles egészségügyi szakmenedzser.

## Életpályája
Budapesten szerzett orvosi diplomát. Az orvosi egyetemet Budapesten végezte.
Többéves kórházi fül-orr-gégész szakorvosi gyakorlatot szerzett. A Győr-Moson-Sopron megyei Pereszteg és Pinnye község háziorvosa volt. 2003-ban a  Magyar Orvosi Kamara elnöke lett. Ezzel ő volt az első elnök, aki vállalkozó orvos. 2007-ben újraválasztották.
2019. november 30-án Kincses Gyulát választották elnökké 202 szavazattal, míg a leköszönő Éger csak 120 szavazatot kapott.

## Családja
Feleségével öt gyermeket nevelnek.